# A Very Englishman
Pour les articles homonymes, voir The Look of Love.
Pour plus de détails, voir Fiche technique et Distribution.
A Very Englishman (The Look of Love) est une comédie dramatique biographique britannico-américaine de Michael Winterbottom sortie en 2013.

## Synopsis
Dans les années 1950 à Soho, Paul Raymond bâtit un empire de clubs de strip-tease et de magazines érotiques.

## Fiche technique
- Titre français : A Very Englishman
- Titre original : The Look of Love
- Réalisation : Michael Winterbottom
- Scénario : Matt Greenhalgh
- Direction artistique : Jacqueline Abrahams
- Décors : Carly Reddin
- Costumes : Stephanie Collie
- Photographie : Hubert Taczanowski
- Son : Joakim Sundström
- Montage : Mags Arnold
- Musique : Antony Genn et Mark Slattery
- Production : Melissa Parmenter
- Société(s) de production : Productions Film4 et Revolution Films
- Société(s) de distribution : ,  StudioCanal
- Pays de production :  Royaume-Uni,  États-Unis
- Langue originale : anglais
- Format : couleur -
- Genre : Comédie dramatique
- Durée : 105 minutes
- Dates de sortie : 
  - États-Unis : 19 janvier 2013 (festival du film de Sundance)
  - France : 19 juin 2013

## Distribution
- Steve Coogan (VF : Guillaume Orsat) : Paul Raymond
- Imogen Poots (VF : Célia Asensio) : Debbie Raymond
- Anna Friel : Jean Raymond
- Tamsin Egerton : Fiona Richmond (en) / Amber
- David Walliams : le vicaire Edwyn Young
- Matt Lucas : Divine (dans la pièce Women Behind Bars (en))
- Chris Addison : Tony Power
- Shirley Henderson : Rusty Humphries
- James Lance : Carl Snitcher
- Sarah Solemani : Anna
- Stephen Fry : Barrister
- Vera Filatova : Monika
- Matthew Beard : Howard Raymond
- Simon Bird (VF : Tristan Le Doze) : Jonathan Hodge
- Paul Popplewell : journaliste

## Distinctions

### Récompenses
- British Independent Film Awards 2013 : meilleure actrice dans un second rôle pour Imogen Poots

### Nominations et sélections
- Festival du film de Sundance 2013 : sélection hors compétition « Premieres »
- Festival du film de Sydney 2013 : sélection « Special Presentations at the State »